# XIe législature de la Chambre des députés (Tunisie)
XIe législature
Xe CdD XIIe CdD
Palais du Bardo
La XIe législature de la Chambre tunisienne des députés est une législature ouverte le 17 novembre 2004 et close le 11 novembre 2009. 

## Composition de l'exécutif
- Présidents de la République : 
  - Zine el-Abidine Ben Ali, réélu le 24 octobre 2004 ;
- Premier ministre :
  - Mohamed Ghannouchi

## Composition de la Chambre des députés
La Chambre des députés compte 189 sièges dont 146 sont occupés par des hommes et 43 par des femmes[réf. nécessaire].

### Groupes politiques
| Rassemblement constitutionnel démocratique (RCD) | 152 |
| Mouvement des démocrates socialistes (MDS)       | 14  |
| Parti de l'unité populaire (PUP)                 | 11  |
| Union démocratique unioniste (UDU)               | 7   |
| Mouvement Ettajdid                               | 3   |
| Parti social-libéral (PSL)                       | 1   |
| Parti des verts pour le progrès (PVP)            | 1   |
| Sources : Adam Carr                              |     |

### Bureau

#### 2004-2005
- Fouad Mebazaa, président
- Afif Chiboub, premier vice-président
- Chedlia Boukhchina, deuxième vice-présidente

#### 2005-2009
- Fouad Mebazaa, président
- Afif Chiboub, premier vice-président
- Habiba Mosaabi, deuxième vice-présidente

## Gouvernement
- Gouvernement Ghannouchi I